# Sozialgericht Kassel

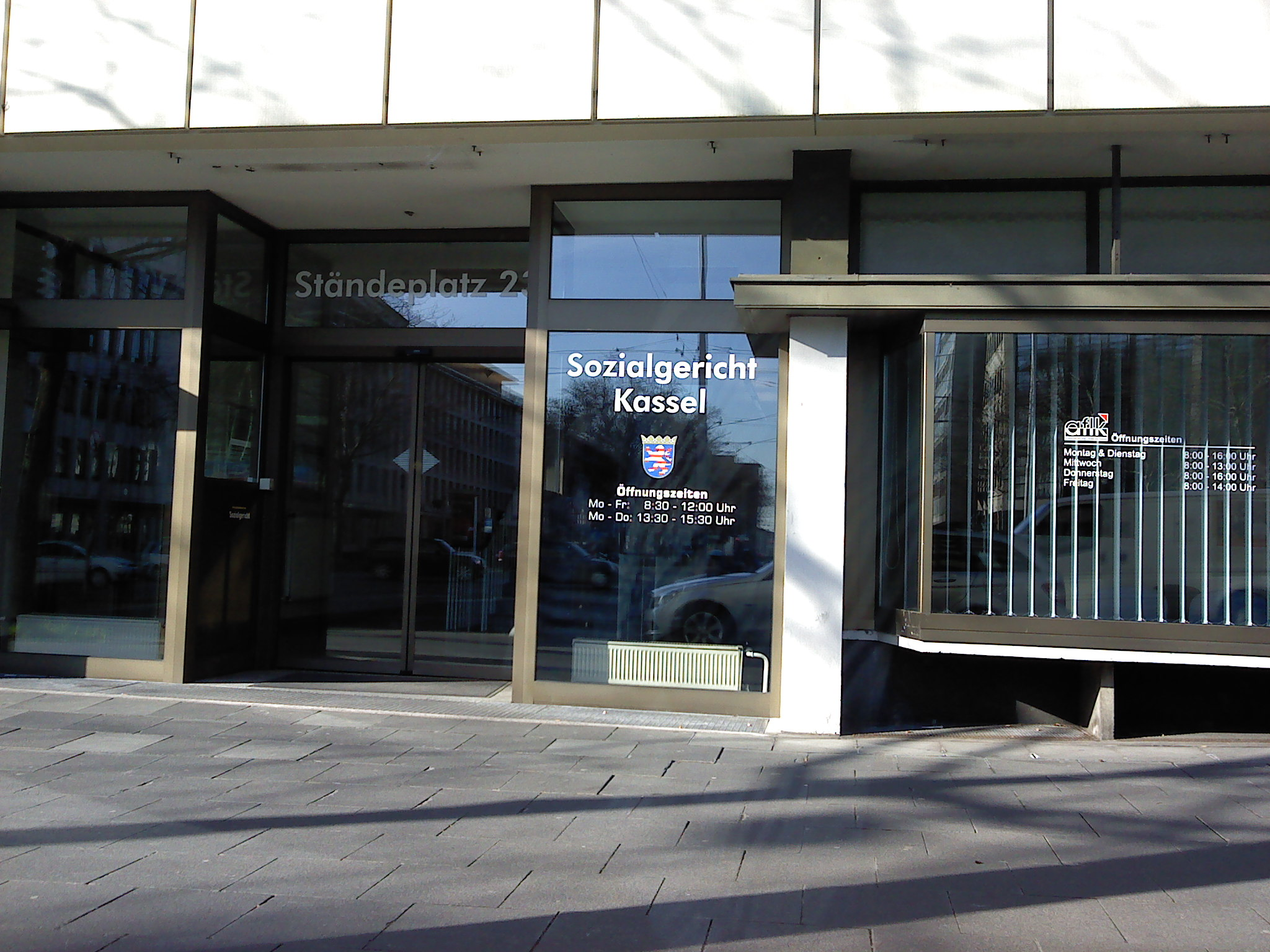
Der Eingangsbereich des Sozialgerichts Kassel

Das Sozialgericht Kassel ist ein Gericht der Sozialgerichtsbarkeit. Das Gericht ist eines von sieben Sozialgerichten in Hessen und hat seinen Sitz in Kassel. Direktor des Sozialgerichts ist Vasco Knickrehm.

## Gerichtsgebäude
Am Ständeplatz 23 befindet sich das Gerichtsgebäude des Sozialgerichts Kassel. Ab Ende Oktober 2018 ist der neue Sitz am Fachgerichtszentrum Goethestraße 41-43.

## Gerichtsbezirk und übergeordnete Gerichte
Das Sozialgericht Kassel ist örtlich für die kreisfreie Stadt Kassel, den Landkreis Kassel, den Schwalm-Eder-Kreis sowie den Werra-Meißner-Kreis zuständig. Die sachliche Zuständigkeit ergibt sich aus dem Sozialgerichtsgesetz.
Auf Landesebene ist das Hessische Landessozialgericht das übergeordnete Gericht. Diesem ist wiederum das Bundessozialgericht, ebenfalls in Kassel angesiedelt, übergeordnet.